# (3357) Толстиков
(3357) Толстиков (лат. Tolstikov) — типичный астероид главного пояса, открыт 21 марта 1984 года чешским астрономом Антонином Мркосом в обсерватории Клеть и 26 февраля 1994 года назван в честь учёного и полярника Евгения Толстикова.

## Обнаружение и именование
(3357) Толстиков
Открыт 21 марта 1984 года в обсерватории Клеть А. Мркосом.
Назван в память советского метеоролога и руководителя третьей антарктической экспедиции в рамках Международного геофизического года Евгения Ивановича Толстикова. Толстиков и первооткрыватель в течение трёх лет работали на антарктической станции Мирный.
Оригинальный текст (англ.)3357 Tolstikov
Discovered 1984-03-21 by Mrkos, A. at Klet.
Named in memory of Evgenij I. Tolstikov, Russian meteorologist and leader of the third Antarctic expedition during International Geophysical Year. Tolstikov and the discoverer worked for three years at the Antarctic station Mirny.
Источники: DISCOVERY.DB; M.P.C. 23136.

## Орбита

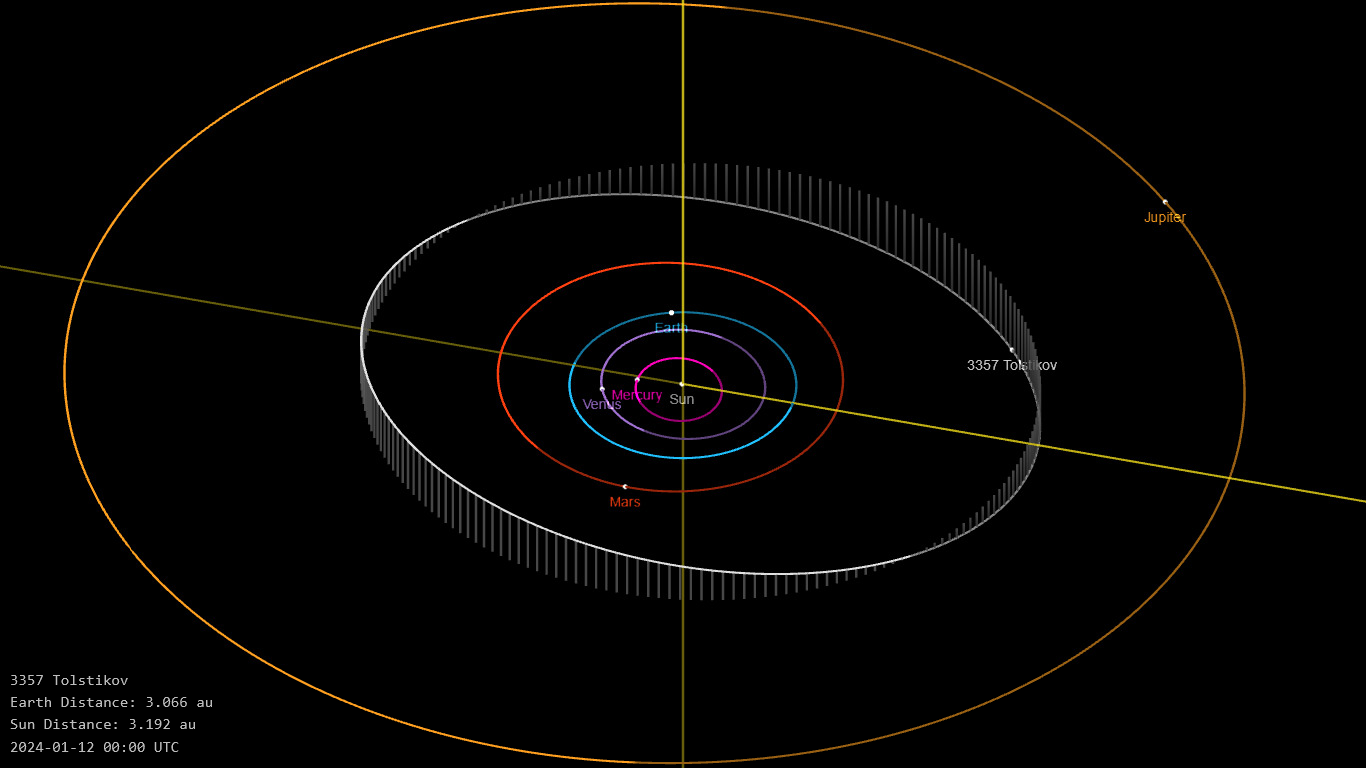
Орбита астероида Толстиков и его положение в Солнечной системе

## Физические характеристики
Астероид относится к таксономическому классу K.
По результатам наблюдений в видимом и ближнем инфракрасном диапазоне космического телескопа NEOWISE диаметр астероида сначала оценивался равным 16,635±0,118 км, позже — 16,360±0,086 км. Согласно тем же источникам альбедо оценивается как 0,1473±0,0115 и 0,151±0,015.